# Guerra anglo-francesa (1778-1783)

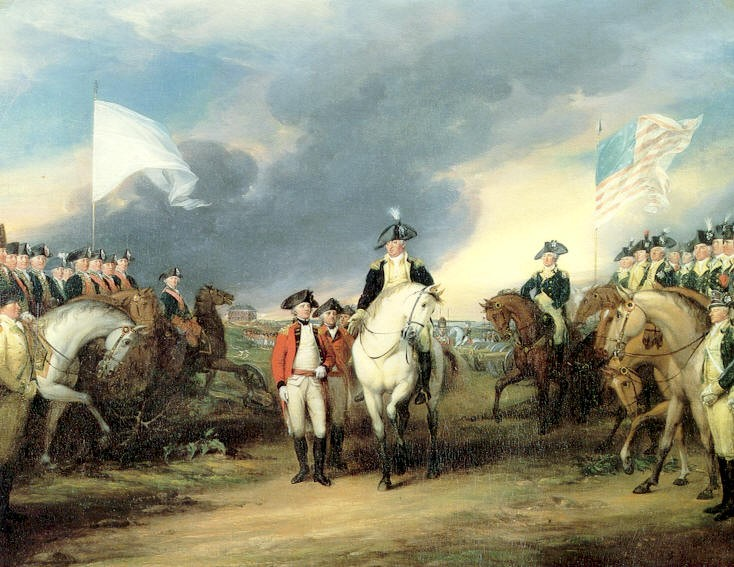
Tropas francesas (izquierda) observan a los británicos rendirse ante los estadounidenses (derecha), en la batalla de Yorktown en 1781.

En la Guerra de independencia estadounidense (1775-1783), Francia luchó junto a Estados Unidos contra Gran Bretaña, a partir de 1778. La financiación, las municiones, los soldados y las fuerzas navales francesas, fueron esenciales en la victoria estadounidense sobre la Corona británica. Sin embargo, Francia ganó muy poco y contrajo grandes deudas.
Benjamín Franklin fue el embajador estadounidense ante Francia. Desde 1776 hasta 1783, Franklin conoció a los principales diplomáticos, aristócratas, intelectuales, científicos y financieros. Los escritos e imágenes de Franklin cautivaron la imaginación de los franceses – había imágenes de Franklin que se vendían en el mercado – y se convirtió en el nuevo arquetipo de la grasa, e incluso en un héroe para las aspiraciones de un nuevo orden en Francia. El objetivo de Francia era debilitar a Inglaterra, evitar que esta se hiciera más poderosa y así cobrar venganza por la derrota que sufrió en la Guerra de los Siete Años. Después de la captura estadounidense del ejército británico invasor en la Batalla de Saratoga (1777), y después de que la Marina francesa fuera rehabilitada, Francia estaba lista. En 1778 Francia reconoció a los Estados Unidos como una nación soberana, firmó una alianza militar, creó coaliciones con los Países Bajos y España, lo que mantuvo a Gran Bretaña sin un aliado significativo que le ayudara. Les facilitó a los estadounidenses subvenciones, armas, préstamos. Envió un ejército para que sirviera a las órdenes de George Washington y envió una armada que evitó que el segundo ejército británico escapara de Yorktown en 1781. Por todo, Francia gastó 1.3 billones de libras (aproximadamente 13 billones de dólares actuales) para apoyar a los americanos de forma directa, sin incluir el dinero que gastaron peleando contra Inglaterra en mar y tierra fuera de los Estados Unidos.
La ayuda de Francia fue vital en la victoria estadounidense sobre la Corona británica. Los Estados Unidos ganaron muchos territorios con la firma del tratado de París de 1783. Pero Francia, después de perder algunas batallas navales, no consiguió mucho. Francia obtuvo su venganza y consiguió un nuevo aliado y socio comercial. Sin embargo, la alta deuda acumulada por Francia fue una de las principales causas de la Revolución Francesa de 1789 y consecuentemente la Cuasi Guerra entre la Francia Revolucionaria y los Estados Unidos.

## Orígenes estadounidenses del conflicto
Después de su victoria en la guerra de los siete años, Gran Bretaña aplicó nuevos impuestos a los colonos americanos, especialmente por la Ley del Sello de 1765. Los americanos argüían que los impuestos solo podían ser recaudados únicamente a través de leyes coloniales y utilizaron el eslogan «no taxation without representation» (No a los impuestos sin representación) para afirmar sus derechos constitucionales. El impuesto fue aplicado: los americanos organizaron a las Trece Colonias por primera vez y se rehusaron a pagar. El Parlamento británico derogó la Ley del Sello pero insistió en su derecho de cobrar impuestos y buscó nuevos impuestos que cobrar. Después del Motín del Té en 1773, Gran Bretaña decidió cerrar el Puerto de Boston y quitarle a Massachusetts su tradicional autogobierno en represalia. La opinión en las Trece Colonias se endureció rápidamente en desafío. Un congreso compuesto por colonos fue organizado en 1774, junto a las milicias. Las asambleas coloniales empezaron a tomar control sobre los gobiernos provinciales suplantando la autoridad real. El 4 de julio de 1776, las colonias se conformaron como Estados Unidos de América y le declararon su independencia a Gran Bretaña.

## Francia empieza a involucrarse con la guerra de Estados Unidos Y Gran Bretaña
Francia estaba resentida por su derrota en la Guerra de los Siete Años y buscaba vengarse, y evitar que Gran Bretaña se hiciera poderosa. La oportunidad estaba ahora a la mano. Después de la Declaración de Independencia, el movimiento separatista estadounidense fue bien recibido en Francia, por la aristocracia y por la población en general. El movimiento independentista fue percibido como la encarnación de la era de la ilustración contra la "Tiranía Inglesa". Benjamín Franklin, que fue despachado a Francia en diciembre de 1776 para buscar su apoyo, fue recibido con gran entusiasmo. Los Franceses se interesaron en la independencia estadounidense desde el comienzo. Los franceses vieron la independencia estadounidense como una oportunidad para arrancarle a Gran Bretaña sus posesiones en Norteamérica en venganza por la pérdida francesa de Canadá una década atrás. En un principio, el apoyo francés fue encubierto. Agentes franceses enviaban a los patriotas ayuda militar (principalmente pólvora) a través de la legítima compañía francesa Hortalez & Cie, empezando en la primavera de 1776. En 1777, alrededor de 5 millones de libras fueron enviadas a los rebeldes americanos. 
Motivados por la perspectiva de la gloria en la batalla o animados por los ideales sinceros de la libertad y el republicanismo, hubo voluntarios franceses que se unieron al ejército estadounidense, como por ejemplo Pierre Charles L'Enfant. El más famoso fue el Marqués de La Fayette, un joven y encantador aristócrata que desafió las órdenes del rey y se alistó en 1777 a la edad de 20 años. Se convirtió en un ayudante de Washington y general de combate, y solidificó una impresión americana favorable de Francia. Kramer sostiene que La Fayette proporcionó legitimidad a la guerra y la confianza de que había un apoyo europeo profundo para la independencia. El estilo personal de La Fayette era muy atractivo, el joven aprendió rápido, se adaptó al estilo de los patriotas, evitó la política y se convirtió en un amigo fiel del general Washington. Cincuenta años más tarde, después de una gran carrera en la política francesa, regresó como un querido héroe de guerra.

## La guerra

### Norteamérica (1780-1781)
Artículo principal: Guerra de Independencia de los Estados Unidos
Artículo principal: Preparación del cuerpo expedicionario francés a los Estados Unidos de 1780
Artículo principal: Cruce del Atlántico del cuerpo expedicionario francés (1780)
Artículo principal: Llegada a los Estados Unidos del cuerpo expedicionario francés de 1780

## Aspectos financieros
Se estima que los franceses gastaron 1300 millones de libras para apoyar a los estadounidenses directamente, además del dinero gastado en luchar contra Gran Bretaña en tierra y mar fuera de los Estados Unidos
El estatus de Francia como gran potencia moderna se afirmó gracias a la guerra, pero el apoyo a la causa americana fue destructivo para sus finanzas. Aunque los territorios europeos de Francia no fueron afectados, victorias decisivas como la de Yorktown (en la actual Virginia) en 1781 tuvieron un coste financiero enorme que degradó severamente las frágiles finanzas francesas, aumentando así la deuda nacional. Francia sacó poco, pero al menos debilitó su principal enemigo estratégico y ganó un socio comercial y nuevo aliado en rápido crecimiento. Sin embargo, el comercio nunca se materializó, y en 1793 Estados Unidos proclamó su neutralidad en la guerra entre Gran Bretaña y Francia.
La mayoría de los historiadores opinan que Francia entró en la guerra buscando venganza por la pérdida de sus territorios en América tras el Tratado de París. Sin embargo, Jonathan R. Dull, en 1975, dijo que en realidad Francia participó en la guerra por un cálculo desapasionado.